# 1996-os Formula–1 japán nagydíj
A japán nagydíj volt az 1996-os Formula–1 világbajnokság szezonzáró futama.

## Futam
| Helyezés | #  | Versenyző             | Csapat/Motor       | Futott körök | Idő/Kiesés oka  | Rajthely | Pontszám |
| -------- | -- | --------------------- | ------------------ | ------------ | --------------- | -------- | -------- |
| 1        | 5  | Damon Hill            | Williams-Renault   | 52           | 1:32:33,791     | 2        | 10       |
| 2        | 1  | Michael Schumacher    | Ferrari            | 52           | + 1,883         | 3        | 6        |
| 3        | 7  | Mika Häkkinen         | McLaren-Mercedes   | 52           | + 3,212         | 5        | 4        |
| 4        | 4  | Gerhard Berger        | Benetton-Renault   | 52           | + 26,526        | 4        | 3        |
| 5        | 12 | Martin Brundle        | Jordan-Peugeot     | 52           | + 67,120        | 10       | 2        |
| 6        | 15 | Heinz-Harald Frentzen | Sauber-Ford        | 52           | + 81,186        | 7        | 1        |
| 7        | 9  | Olivier Panis         | Ligier-Mugen-Honda | 52           | + 84,510        | 12       |          |
| 8        | 8  | David Coulthard       | McLaren-Mercedes   | 52           | + 85,233        | 8        |          |
| 9        | 11 | Rubens Barrichello    | Jordan-Peugeot     | 52           | + 101,065       | 11       |          |
| 10       | 14 | Johnny Herbert        | Sauber-Ford        | 52           | + 101,799       | 13       |          |
| 11       | 17 | Jos Verstappen        | Footwork-Hart      | 51           | + 1 kör         | 17       |          |
| 12       | 20 | Pedro Lamy            | Minardi-Ford       | 50           | + 2 kör         | 18       |          |
| 13       | 16 | Ricardo Rosset        | Footwork-Hart      | 50           | + 2 kör         | 19       |          |
| Kiesett  | 2  | Eddie Irvine          | Ferrari            | 39           | Ütközés         | 6        |          |
| Kiesett  | 18 | Katajama Ukjó         | Tyrrell-Yamaha     | 37           | Motorhiba       | 14       |          |
| Kiesett  | 6  | Jacques Villeneuve    | Williams-Renault   | 36           | Kerék           | 1        |          |
| Kiesett  | 19 | Mika Salo             | Tyrrell-Yamaha     | 20           | Motorhiba       | 15       |          |
| Kiesett  | 10 | Pedro Diniz           | Ligier-Mugen-Honda | 13           | Kicsúszás       | 16       |          |
| Kiesett  | 3  | Jean Alesi            | Benetton-Renault   | 0            | Kicsúszás       | 9        |          |
| NK       | 21 | Giovanni Lavaggi      | Minardi-Ford       |              | Nem kvalifikált | 20       |          |

## A világbajnokság végeredménye
| H   | Versenyzők         | Pont | H   | Konstruktőrök      | Pont |
| --- | ------------------ | ---- | --- | ------------------ | ---- |
| 1.  | Damon Hill         | 97   | 1.  | Williams-Renault   | 175  |
| 2.  | Jacques Villeneuve | 78   | 2.  | Ferrari            | 70   |
| 3.  | Michael Schumacher | 59   | 3.  | Benetton-Renault   | 68   |
| 4.  | Jean Alesi         | 47   | 4.  | McLaren-Mercedes   | 49   |
| 5.  | Mika Häkkinen      | 31   | 5.  | Jordan-Peugeot     | 22   |
| 6.  | Gerhard Berger     | 21   | 6.  | Ligier-Mugen-Honda | 15   |
| 7.  | David Coulthard    | 18   | 7.  | Sauber-Ford        | 11   |
| 8.  | Rubens Barrichello | 14   | 8.  | Tyrrell-Yamaha     | 5    |
| 9.  | Olivier Panis      | 13   | 9.  | Footwork-Hart      | 1    |
| 10. | Eddie Irvine       | 11   | 10. | Minardi-Ford       | 0    |

(A teljes lista)

## Statisztikák
Vezető helyen:
- Damon Hill: 52 (1-52)

Damon Hill 21. győzelme, Jacques Villeneuve 3. pole-pozíciója, 6. leggyorsabb köre.
- Williams 95. győzelme.

Martin Brundle 165., utolsó versenye.